# Anoncus marginellus
Anoncus marginellus là một loài tò vò trong họ Ichneumonidae.